# George Keys
George Keys, född den 12 december 1959 i Burwood i Nya Zeeland, är en nyzeeländsk roddare.
Han tog OS-brons i fyra med styrman i samband med de olympiska roddtävlingarna 1988 i Seoul.